# Cargolifter CL75 AirCrane

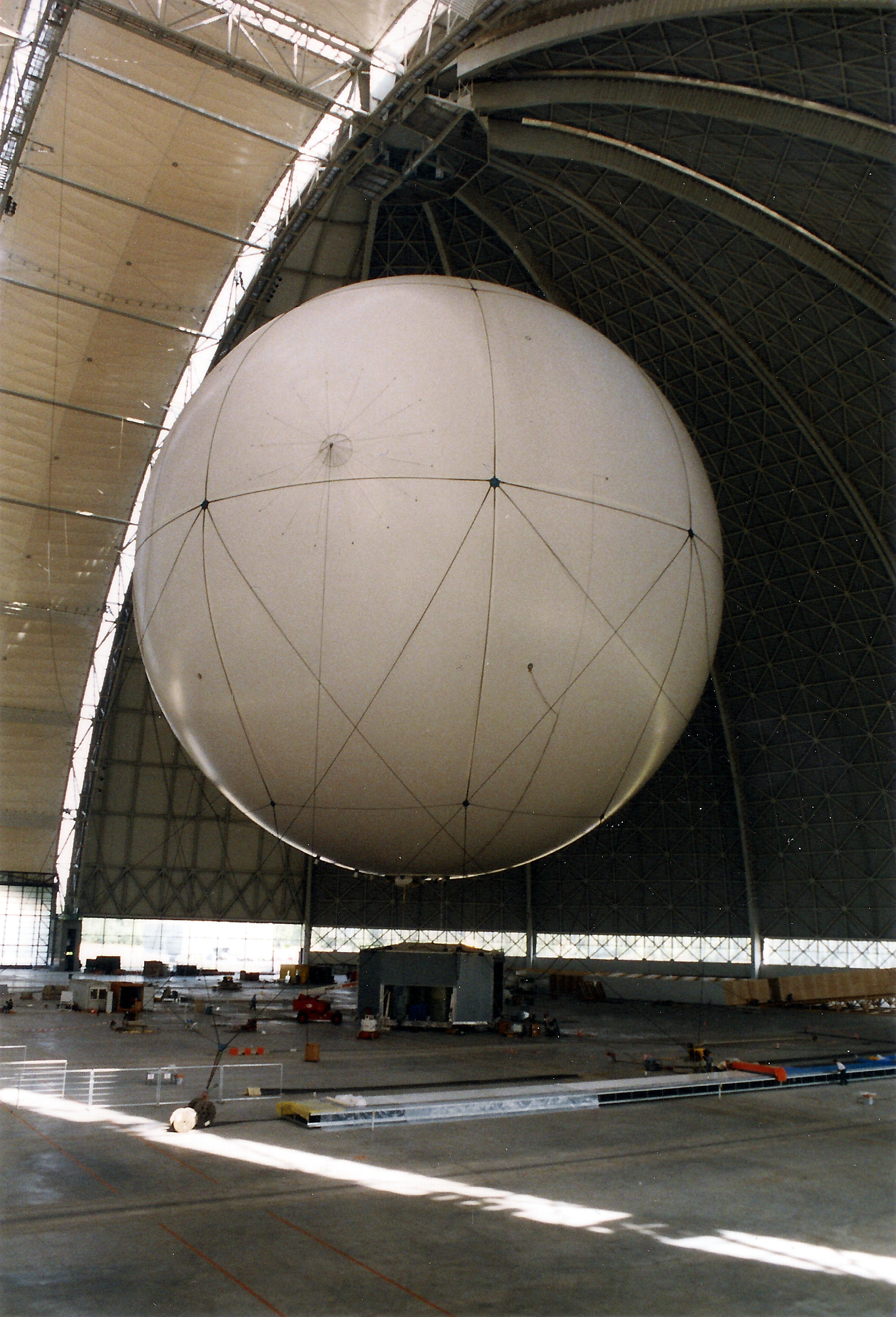
CL75 AirCrane

Der CL75 AirCrane war ein prall gefüllter kugelförmiger Ballon der deutschen CargoLifter AG, der zum Transport schwerer Lasten in einem unten hängenden Laderahmen vorgesehen war. Am 12. Oktober 2001 erfolgte eine erstmalige Bewegung des Ballons außerhalb der Halle, in der vorher bereits gefesselte Versuchsflüge durchgeführt worden waren.
Im Juni 2002 wurde die Insolvenz des Herstellers bekanntgegeben. Der einzige gebaute Versuchsträger des AirCrane war außerhalb der Cargolifter-Luftschiffhalle als am 10. Juli 2002 das Sturmtief Anita in Berlin mehrere Todesopfern forderte; auch der Ballon wurde zerstört. Die Entwicklung des AirCrane wurde im August 2002 abgebrochen. 

## Beschreibung
Der Ballon wurde im Wesentlichen von den US-amerikanischen Firmen TCOM und Advantec hergestellt. Er wurde in Briesen-Brand montiert und befüllt. TCOM stellte das Inflatable mit weißer Hülle und Umspannung her. Advantec war Lieferant des darunter an etwa einem Dutzend v-förmig angeordneter Seile hängenden Laderahmens. Dieser war quaderförmig mit Anschnitten an den vier Vertikalkanten, also im Grundriss achteckig. Die Grundfläche des Laderahmens wurde aus Metall-I-Profilen gefertigt und konnte auf sechs Luftfedern („ground interface units“ (pods)) auf ausreichend ebenem Boden aufstehen. Die sechs schwarzen Bälge aus Faser-Elastomer waren in zwei Längsreihen je drei Stück angeordnet. Jeder dieser Bälge wurde oben und unten von zwei festen horizontalen Platten begrenzt, deren Entfernung beim Ausfedern rundum vier kreuzweise angeordnete kurze Paare von Stahlseilen begrenzten. Diese Verspannung konnte auch die nötigen Horizontalkräfte (Scherung) zwischen der Erde und dem Laderahmen übertragen.
Der insgesamt längliche Laderahmen war verschraubt und somit zerlegbar und wies eine befahrbare plane Oberfläche und darüber eine tunnelartige Durchfahrt mit quadratischem Lichtraumprofil auf. Ladegut konnte mit in den Rahmenboden einschraubbaren Anschlagösen allseitig kreuzweise verzurrt werden. Seitlich des Tunnels standen nahe den vier abgeschrägten Ecken des Rahmens vier zylindrische Ballastwassertanks aus durchscheinendem Faserkunststoff, durch die der Wasserstand mit freiem Auge erkennbar war. Ein Bildschirm stellte die Füllhöhe der vier Tanks dar, die über in der Rahmenbasis seitlich ausgeführte Schlauchkupplungen (etwa 10 cm lichte Weite) gefüllt und entleert werden konnten. Alle Seiten des Laderahmens, auch die Tunnelöffnungen und der Ballast-Monitor, können gegen Fahrtwind und Wetter mit hellgrauen Textilplanen verschlossen werden.
In Briesen-Brand wurden zahlreiche Material-, Funktions- und Belastungstests in der Luftschiffhalle und später auch im Freien durchgeführt. Mit den Versuchen am Ballon wurde die Funktionsweise des Gasaustauschverfahrens bestätigt und die Funktion des Lastaustauschverfahrens bewiesen. Dazu wurde ein Bundeswehr-Minenräumpanzer vom Typ Keiler gehoben. Zum Bewegen des Ballons bei Zugtests wurden zwei bis vier rollende Autokrane verwendet, die durch je ein Paar orange 10.000-kg-Textilschlingen, Stahlseile und Ketten aufgabelnd mit dem Ballon und dem Laderahmen verbunden waren.
Der CL75 AirCrane war als eigenständiges Produkt des Unternehmens vorgesehen.
Beim händischen Verfahren in der Halle war die Flughöhe des Aerostats durch mehrere herabhängende schwere Ketten stabilisiert, von denen jeweils ein Teil lose auf einer Europalette auflag, die mit einem Hubwagen händisch am Boden mitgeführt wurde. Diese Ketten hätten notfalls auch als bremsendes Ballon-Schlepptau gewirkt.

## Technische Daten
- Abmessungen: 61 m Durchmesser, 85 m Gesamthöhe[4][5]
- Hüllenvolumen: 110.000 Kubikmeter
- Traggas: Helium
- Ladevolumen: 468 Kubikmeter (13 m × 6 m × 6 m) (im Tunnel des Laderahmens)
- Nutzlast: bis maximal 75 t
- Transportgeschwindigkeit: ca. 70 km/h
- Verfahren: passiv durch Zug von außen durch „ground mover“ und/oder „air mover“
- Reichweite: max. 250 km
- Besatzung: keine